# Eyes to eyes
「eyes to eyes」（アイズ・トゥー・アイズ）はAYUSE KOZUEの4枚目のシングルである。2007年5月9日発売。発売元はTOY'S FACTORY。

## 解説
初のセルフ・プロデュースによるシングル。ニベア花王「薬用ホワイトニングストレッチアップ」CMソング。制作風景を収めた「One Afternoon with OMOIDASUYO」を収録したエンハンストCD仕様。
「思い出すよ」および「Pretty Gooday (pretty good HALFBY remix)」では、女性MCのBumble Beeをフィーチャリングしている。

## 収録曲
作詞・作曲・編曲はAYUSE KOZUEによる。
1. eyes to eyes：1stアルバム『A♥K』に収録
2. 思い出すよ：1stアルバム『A♥K』に収録
3. Pretty Gooday (pretty good HALFBY remix)
4. eyes to eyes (instrumental)